# غوغ دوت كوم
غوغ دوت كوم (بالإنجليزية: GOG.com) ، منصة توزيع ألعاب الفيديو تسمح للمستخدم بشراء الألعاب التي فيها عن طريق الإنترنت، وتدعم اللغات الأربع الإنجليزية والفرنسية والألمانية والروسية ، مقرها في العاصمة القبرصية نيقوسيا وهي تعود لشركتها الأم سي دي بروجكت البولندية.

## الاسم القديم
منذ أن نشأت الشركة الأم، موقعا إلكترونيا لها عام 2008م، كانت المنصة تسمى بالإنجليزية غود أولد غيمز (Good Old Games) أي الألعاب القديمة الجيدة، وإختصر إسمها بعد ذلك إلى ثلاثة أحرف ليصبح غوغ دوت كوم (GOG.com).